# Люгре, Арне
Арне Люгре (норв. Arne Ingolv Sunde Lygre, 6 февраля 1968, Берген) — норвежский драматург и прозаик.

## Биография
Увлекался актерским искусством, в 25 лет начал писать пьесы. В настоящее время они активно ставятся в Норвегии и за рубежом (Дания, Швеция, Франция, Германия, Италия, Португалия, Сербия, Эстония, Бразилия и др.). В 2004 дебютировал как прозаик, первый роман написал в 2006, его проза переведена на английский, немецкий, французский и др. языки.
2004 — Премия Браги

## Произведения

### Драмы
- 1998 Мама, я и мужчины/ Mamma og meg og menn
- 1999 Неожиданная вечность/ Brått evig
- 2003 Тень мальчика/ Skygge av en gutt
- 2005 Человек без цели/ Mann uten hensikt
- 2006 Дни под землей/ Dager under
- 2007 Дальнейшее — молчанье/ Så stillhet
- 2011 Я исчезаю/ Jeg forsvinner (премия Ибсена, 2013)
- 2013 Ingenting av meg

### Проза
- 2004 Вовремя/ Tid inne, сборник новелл (премия Браги)
- 2006 Потерянное лицо/ Et siste ansikt, роман
- 2009 Мой покойник/ Min døde mann, роман